# Un regne unit
Un regne unit (títol original en anglès, A United Kingdom) és una pel·lícula biogràfica de drama romàntic del 2016 dirigida per Amma Asante i escrita per Guy Hibbert, basada en la història real de Seretse Khama, hereu al tron de la tribu ngwato a Serowe –una de les moltes tribus que es trobaven al llavors protectorat de Betxuanalàndia  amb la seva dona Ruth Williams Khama. David Oyelowo i Rosamund Pike interpreten Seretse i Ruth, respectivament. Ha estat doblada i subtitulada al català.
Es va projectar al Festival Internacional de Cinema de Toronto de 2016, i va ser la pel·lícula d'obertura del 60è Festival de Cinema de Londres.
Pike es va unir al repartiment el maig de 2015, i Asante s'hi va afegir poc després. El setembre de 2015, Asante va revelar que el rodatge es dividiria entre Botswana i Londres, i que començaria a l'octubre. La previsió era estrenar-la el 2016 coincidint amb el 50è aniversari de la independència de Botswana.